# 膠韌革菌
膠韌革菌（學名：Gloeostereum incarnatum S.Ito et lmai）又稱肉红胶质韧革菌，榆耳、榆蘑、雞冠蘑，屬傘菌目挂钟菌科的真菌，單型屬，包含單一物種Gloeostereum incarnatum。是一種原產於中國山東省、甘肅省、東北三省的食用菌。也是一种药用菌，可提高免疫力，抗细菌，抑肿瘤（刘瑞君和李凤珍，1992；李士怡和周一荻，2006；李庆典，2006；宋宏等，2008）。